# Milli Istihbarat Teskilati
Millî İstihbarat Teşkilâtı (MİT) is een organisatie die zich bezighoudt met staatsveiligheid in Turkije. MİT is een geheime dienst en valt onder de jurisdictie van de Turkse regering. De geheime dienst is in 1926 opgericht als "Milli Emniyet Hizmeti Riyâseti". De huidige naam is sinds 1965 in gebruik.

## Taken
De taken van de MİT zijn volgens wet nr. 2937 van 1 januari 1984, de bescherming van het Turkse grondgebied, de Turkse bevolking, het behoud van de staatsintegriteit, het voortbestaan, de onafhankelijkheid en de veiligheid van Turkije, de grondwet en het constitutionele systeem van de overheid. Bovendien is de dienst verantwoordelijk voor contraspionage en het voorkomen van eventuele subversieve activiteiten tegen de Turkse rechtsstaat.
De MİT heeft onbeperkte toegang tot openbare informatie en volledige bevoegdheid van de rechterlijke macht. De MİT mag met de toestemming van de president buiten Turkije opereren en desnoods ingrijpen. De MİT is vergelijkbaar met de Amerikaanse CIA, de Britse Secret Intelligence Service (MI6) en de Israëlische Mossad.
Leden van de MİT mogen handwapens en geweren bij zich hebben, mits veilig en goed opgeborgen in een wapentas. Alle missies en gegevens moeten geheim worden gehouden, tenzij het hoofd toestemming geeft om hierover gegevens bekend te maken.

## Lijst van leiders
| Hoofd MİT          | Hoofd MİT        | Hoofd MİT         |
| naam               | begin termijn    | einde termijn     |
| ------------------ | ---------------- | ----------------- |
| Avni Kantan        | 14 juli 1965     | 2 maart 1966      |
| Mehmet Fuat Doğu   | 2 maart 1966     | 27 maart 1971     |
| Nurettin Ersin     | 2 augustus 1971  | 25 juli 1973      |
| Bülent Türker      | 26 juli 1973     | 27 februari 1974  |
| Bahattin Özülker   | 28 februari 1974 | 26 september 1974 |
| Hamza Gürgüç       | 25 november 1974 | 13 juli 1978      |
| Adnan Ersöz        | 13 juli 1978     | 19 november 1979  |
|                    |                  |                   |
| Burhanettin Bigalı | 7 september 1981 | 14 augustus 1986  |
| Hayri Ündül        | 5 september 1986 | 29 augustus 1988  |
| Teoman Koman       | 29 augustus 1988 | 27 augustus 1992  |
| Sönmez Köksal      | 9 november 1992  | 11 februari 1998  |
| Şenkal Atasagun    | 11 februari 1998 | 11 juni 2005      |
| Emre Taner         | 11 juni 2005     | 25 mei 2010       |
| Hakan Fidan        | 25 mei 2010      | huidig hoofd      |